# Óscar Medina (Fußballspieler)
Óscar Segundo Ricardo Medina Valencia (* 21. Mai 1917; † 10. Januar 1984) war ein chilenischer Fußballspieler. Der Mittelfeldspieler mit dem Spitznamen Cojo lief in sechs Länderspielen für Chile auf und wurde auf Vereinsebene vier Mal nationaler Meister.

## Karriere

### Verein
Óscar Medina spielte in der Jugend beim CD Magallanes, schaffte aber nicht den Sprung in die erste Mannschaft der Albiceleste. Stattdessen wechselte er 1936 zum CD Green Cross in die Serie B, wo er überzeugen konnte. Daher wurde der CSD Colo-Colo auf den Mittelfeldspieler aufmerksam und verpflichtete ihn 1938. Seine erste Meisterschaft gelang Medina bei den Albos 1939 an der Seite von José Pastene und Segundo Flores. Während er in der Saison 1940 häufiger Ersatz war, konnte er zusammen mit Mittelfeldkollege Francisco Hormazábal in der ungeschlagenen Meistersaison 1941 wieder ein zentraler Baustein zum Erfolg werden. Danach gewann Colo-Colo mit Medina noch zwei weitere Meisterschaften. 1948 verabschiedete er sich aus dem Profifußball.

### Nationalmannschaft
Óscar Medina wurde für den Campeonato Sudamericano 1942 von Trainer Ferenc Plattkó in den Kader Chiles berufen. Dort debütierte der Mittelfeldspieler, der auch zum Kapitän des Teams ernannt wurde, bei der 1:6-Niederlage gegen Gastgeber Uruguay. Medina spielte alle Turnierpartien für La Roja, auch wenn das Spiel gegen Argentinien kurz vor der Halbzeitpause abgebrochen wurde, nachdem die Chilenen den Platz aus Protest gegen die Schiedsrichterleistung verlassen hatten. Chile wurde mit einem Sieg, einem Unentschieden und vier Niederlagen Turniersechster. Das 0:0-Unentschieden gegen Peru war sein letztes Länderspiel.

## Erfolge
Colo-Colo
- Campeonato de Apertura: 1938, 1940
- Chilenischer Meister: 1939, 1941, 1944, 1947
- Campeonato de Campeones: 1945